# M+ (konstmuseum)

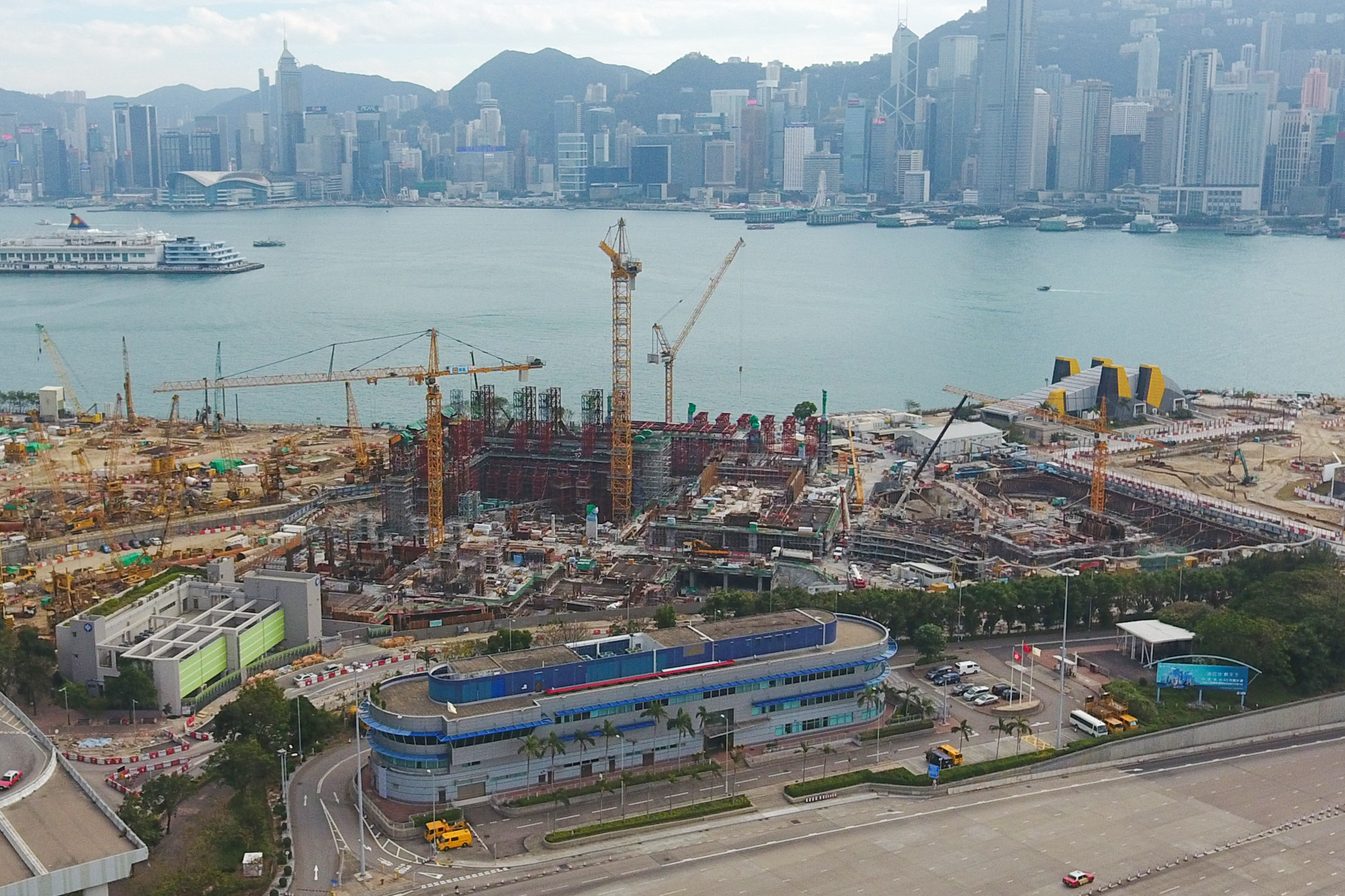
Byggplatsen i februari 2017

M+ är ett museum för samtida konst under uppförande i West Kowloon Cultural District i stadsdelen Tsim Sha Tsui i Kowloon i Hongkong.
M+ invigdes 2021. Det ska ha en utställningsyta på omkring 17 000 kvadratmeter, där det ska sammanföras områdena bildkonst, formgivning, arkitektur och film.
Lars Nittve utnämndes 2011 som chef för att bygga upp M+. Uppdraget att rita museet gick i juni 2013 till Herzog & de Meuron och TFP Farrells. Lars Nittve efterträddes 2016 av australiskan Suhana Raffel.
M+ fick i juni 2012 en donation med samtida kinesiskt konst av den schweiziske företagaren och samlaren av samtida kinesisk konst, Uli Sigg, på 1463 verk till ett värde av 1,3 miljarder Hongkong-dollar.